# Hadruroides pachamama
Espèce
Hadruroides pachamama est une espèce de scorpions de la famille des Caraboctonidae.

## Distribution
Cette espèce est endémique de la province de Loja en Équateur. Elle se rencontre vers Macará et Catacocha.

## Description
La femelle holotype mesure 57,90 mm.

## Étymologie
Le nom d'espèce fait référence à la Pachamama, déesse de la Terre selon la mythologie Inca.

## Publication originale
- Ythier, 2021 : « Two new species of Hadruroides Pocock, 1893 from Peru and Ecuador (Scorpiones, Caraboctonidae). » Faunitaxys, vol. 9, no 11, p. 1-8 (texte intégral).